# Шум на срцу
Шумови срца су звучни феномени који настају услед турбулентног тока крви у патолошким стањима (код валвуларне инсуфицијенције — непотпуног затварања валвула и стенозе — сужења атриовентрикуларних, аортног или пулмоналног ушћа). Разликују се од срчаних тонова тонова по дужем трајању. Могу бити систолни и дијастолни у зависности од фазе срчаног циклуса у коме се могу чути. Постоје и физиолошки шумови (обично систолни), који настају током оптерећења срца волуменом, нпр. у трудноћи или код спортиста. Они шумови који су довољно гласни могу се чути стетоскопом.

## Узроци шума на срцу
Постоје двије врсте шума на срцу:
- Невини

Особа с невиним шумом има нормално срце. Таква врста шума је чуда код дојенчади и дјеце.
- Абнормални

Абнормални срчани шум је озбиљнији. Код дјеце је абнормални шум на срцу најчешће узрокован прирођеном болести срца, док је код одраслих најчешће посљедица стечених проблема срчаних залистака.

## Симптоми шума на срцу
Ако особа има безазлени срчани шум, вероватно неће имати никакве знакове или симптоме. Абнормални срчани шум не треба изазивати никакве очите знакове осим неуобичајеног звука када се срце слуша стетоскопом. Али, ако особа има неке од ових знакова или симптома, то може указивати на проблем срца:
1. кожа која поприма плаву боју, нарочито руке и усне (цијаноза)
2. отицање или изненадан добитак на тежини
3. краткоћа даха
4. хронични кашаљ
5. увећана јетра
6. повећане вратне вене
7. слаб апетит и успорен раст (код дојенчади)
8. знојење с минималним или без напора
9. бол у прсима
10. вртоглавица
11. несвјестица [1]

## Шумови у различитим добима
- Шумови у новорођеначкој доби

У феталном периоду циркулација заобилази плућа, јер се дијете снабдијева кисиком преко плаценте. Због тога постоји отвор између двије преткоморе - форамен овале којим се скраћује стављање крви, а такође и комуникација између аорте и пулмоналне артерије — дуктус артериозус. Са првим удахом започела је функција плућа и мијења се ток крви. Током неколико сати успоставља се нормална циркулација и почиње затварање феталних отвора. У овом периоду могу се чути шумови који касније нестају. Код неке дијеце овај процес умјесто неколико дана може трајати дуже, мјесецима. Пријевремени пород, поремећај снабдијевања кисиком крајем трудноће и током порода и ацидоза одгађају нормални ток догађаја.
Осим ових физиолошких промјена, у новорођенчкој доби могу се чути и шумови због различитих срчаних аномалија. Органогенеза, односно развој органа, одвија се у првом тромјесјечју трудноће. Вирусне инфекције, нпр. рубеола, физички или хемијски фактори који дјелују на плод у овом периоду могу изазвати срчане аномалије од којих се већина манифестира шумом. Лијекови које мајка узима током трудноће, нпр. амфетамини, антиконвулзиви, прогестерон и стероиди, затим алкохол, повећавају учесталост срчаних аномалија. Неконтролисани дијабетес мајке је такође фактор ризика. У оцјени озбиљности шума на срцу осим карактера самог шума врло важан фактор је опште стање дјетета, дисање, појава цијанозе — модрила, могућност дојења, напредовање на тежини.
- Шумови у дојеначкој доби

Уколико није дошло до затварања форамен овале и дуктус артериозуса након новорођеначке доби, то сматрамо срчаном аномалијом са тенденцијом спонтаног изљечења. Сви шумови у овом периоду морају бити процијењени код кардиолога ултразвучним прегледом. Већину дјеце треба само пратити током неколико мјесеци или година, јер се дефекти септума спонтано затварају у 40% случајева до 4. године, или се смањују толико да су хемодинамски незначајни. Ипак, познавање стања је битно ради евентуалних потреба антибиотске превенције, нпр. код оперативних захвата, а такође и прогнозе за касније. Одређени број дијеце се укључује у програм хируршког третмана.
- Шумови у предшколском и раном школском узрасту

У овом узрасту се најчешће откривају безазлени (физиолошки, акцидентални) шумови који временом нестају. Они имају свој звучни карактер и тачно на грудном кошу где се најбоље чују. Обично се мијења са положајем тијела и главе, појачава се при фебрилним стањима и респираторним инфекцијама, те при анемији. Уколико се овакав шум евидентира више пута, треба урадити ултразвук срца, а објективизације стања, јер неке од њих могу бити клинички манифестирани у одраслој доби или у трудноћи.
- Срчане аномалије као узрок шума

Учесталост срчаних аномалија је око 1%, односно 8—12 дјеце на 1000 живорођене. Ако мајка има срчану аномалију, повећава се учесталост на 10%, док појава аномалије код брата или сестра повећава ризик на 3%.
На срчану аномалију треба посумњати уколико дијете са шумом, или без њега, има следеће симптоме:
1. Слабо напредовање у маси и заостатак у развоју
2. Цијанозу (модрило) стално или у атацима уз заузимање чучећег положаја
3. Тахикардију (убрзан рад срца), тахипнеу (убрзано дисање) уз отоке зато очних капака
4. Слабу толеранцију напора, брзо замарање у односу на вршњаке
5. Бол у грудима при физичкој активности
6. Честе упале плућа
7. Неуролошке симптоме губитак свијести, главобоље, друге неуролошке испаде.[2]

## Посљедице погрешака у процијени значења шума на дијечјем срцу
- ако се безазлени шум прогласи органским:

1. психолошко оптерећење родитеља и дјетета
2. ограничења физичких активности и избора занимања
3. сепарација у школи

- ако се органски (патолошки) шум прогласи безазленим:

1. обично се дешава код деце која немају сметњи, а шум је слабог интензитета (атријски септални дефект, благи облици стенотичних мана, митрални пролапс)
2. нема већих посљедица јер су углавном хемодинамски компензирани случајеви који лијечник кад-тад открије, мала је могућност настанка већих оштећења.[3]

## Како се шумови лијече?
Ако је шум благ, најчешће се не ради о озбиљним промјенама на залисцима и промијене се прате на годину-двије дана. Посматра се како оштећење срца напредује. Међутим, код ове особе постоји додатни ризик од инфекције на оштећеним залисцима, јер су на мјесту слабијег отпора у случају неке интервенције у организму као што је вађење зуба или интервенција у нестерилним условима. На тај начин може настати инфективни ендокардитис. Колико је ово стање озбиљно, показује податак да је смртни исход забележен код 25 до 30 процената.